# Oleg Denísov
Oleg Denísov (en ruso: Олег Дмитриевич Денисов; Moscú, URSS, 9 de febrero de 1967) es un exfutbolista ruso, jugador de fútbol sala. Es famoso por jugar en el Dina Moscú, y la Selección Rusa de fútbol sala. 

## Clubes
| Club       | País  | Año       |
| ---------- | ----- | --------- |
| Prometey   | URSS  | 1991      |
| Dina Moscú | Rusia | 1992-2002 |

## Palmarés
- Campeón europeo de fútbol sala 1999
- Plata en el Campeonato europeo de fútbol sala 1996
- Bronce en Campeonato europeo de fútbol sala 2001
- Ganador del Campeonato mundial estudiantil de fútbol sala 1994
- Campeón de Rusia de fútbol sala (8): 1992-1993, 1993-94, 1994-95, 1995-96, 1996-97, 1997-98, 1998-99, 1999—2000
- Copa de Rusia de fútbol sala (6): 1993, 1995, 1996, 1997, 1998, 1999
- Campeonato de Europa de Clubes  (3): 1995, 1997, 1999
- Copa Intercontinental de fútbol sala 1997
- Copa de la Liga Superior (2): 1993, 1995

### Distinciones individuales
- El mejor portero del Campeonato nacional (4): 1992/93, 1995/96, 1998/99, 1999/00